# Sorbus intermedia
Sorbus intermedia là loài thực vật có hoa trong họ Hoa hồng. Loài này được (Ehrh.) Pers. miêu tả khoa học đầu tiên năm 1806.

## Hình ảnh

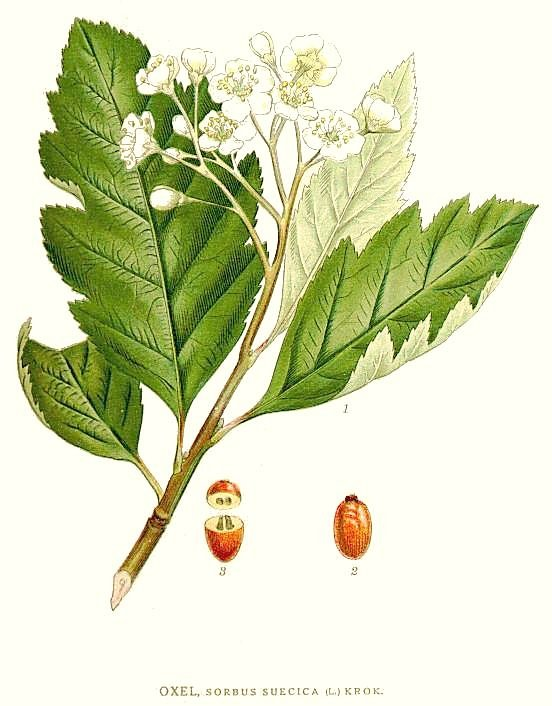
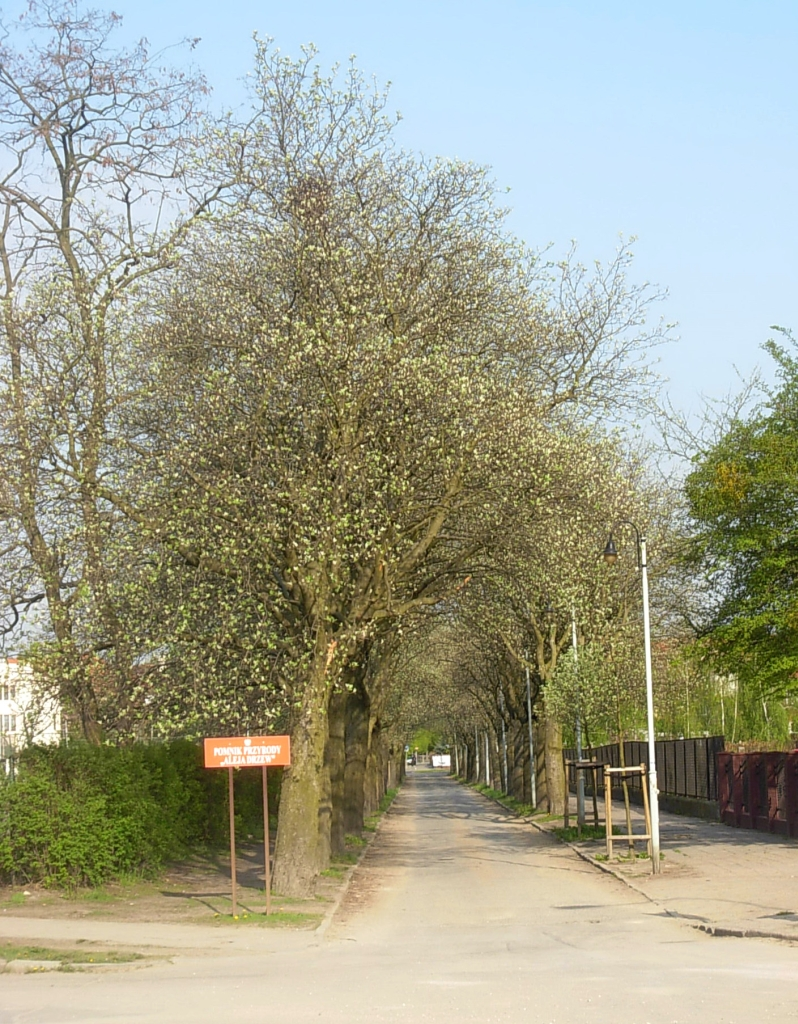
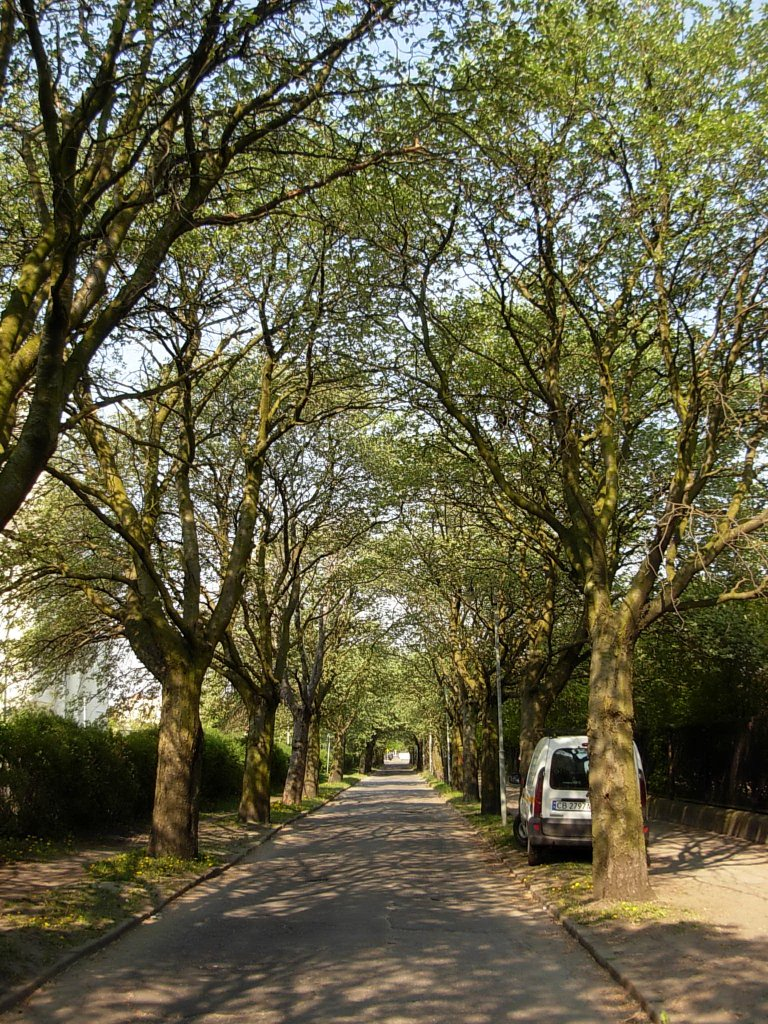
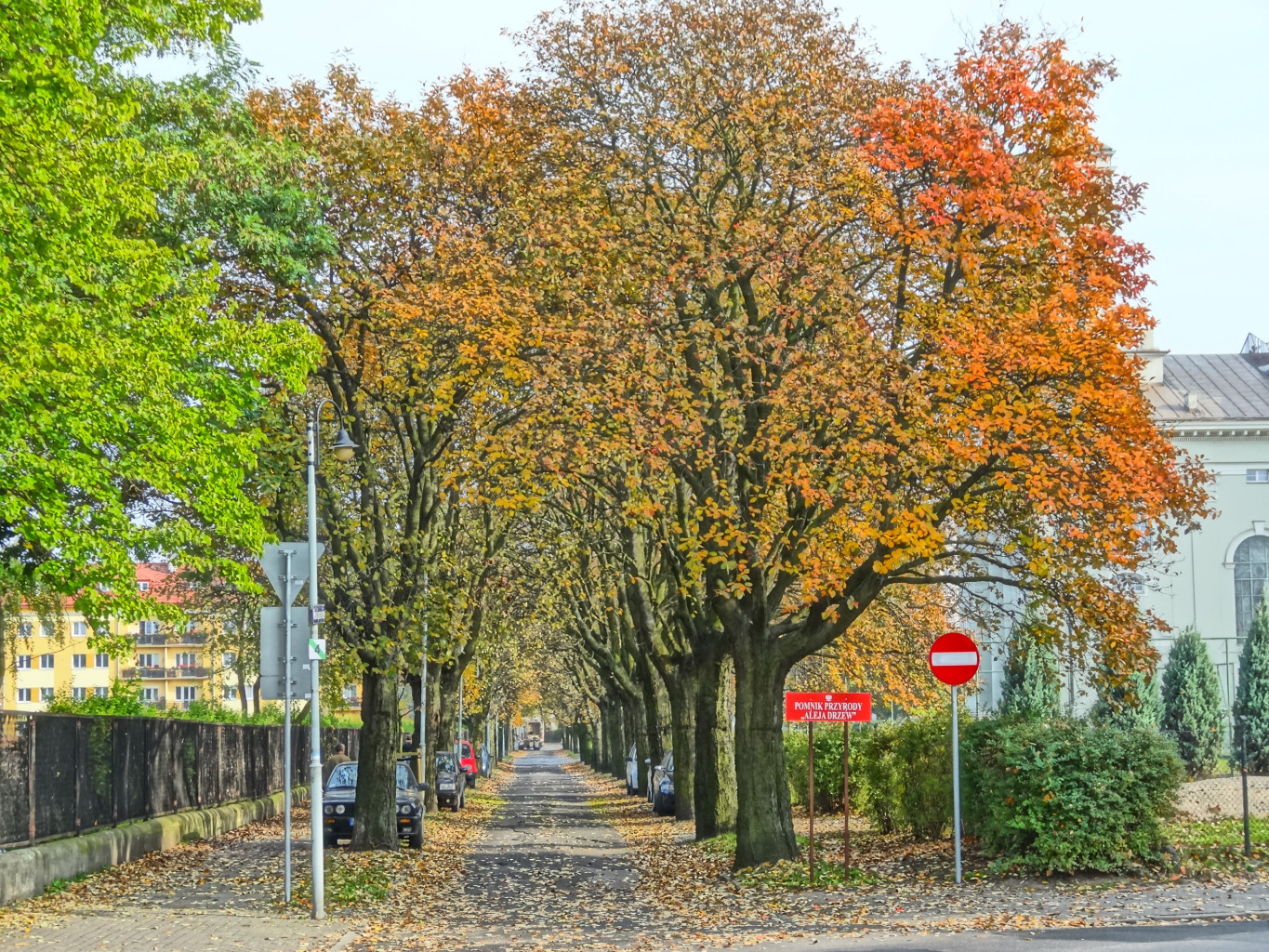